# Storm (film 2009)
Storm è un film del 2009 diretto da Hans-Christian Schmid.
È stato presentato in concorso alla 59ª edizione del Festival di Berlino, dove si è aggiudicato il Guild Prize, l'Amnesty International Film Prize e il premio dei lettori del Berliner Mongerpost.

## Trama
Hannah Maynard è pubblico ministero di una sezione del Tribunale dell'Aja che persegue i crimini di guerra. La causa che sta seguendo è quella che vede imputato Goran Duric, ex comandante dell'esercito jugoslavo accusato di omicidi, stupri e deportazioni durante la guerra dei Balcani. Le prove a suo carico sono contraddittorie e i dubbi sulla sua colpevolezza, emersi dopo la deposizione di un presunto testimone, vengono confermati anche dopo che una delegazione del tribunale viene mandata in Bosnia per chiarire la situazione. Il testimone si suicida il giorno stesso, lasciando in Hannah la convinzione che il caso sia tutt'altro che chiuso. Si reca quindi alla ricerca di Mira, la sorella del testimone che vive in Germania e grazie alla quale riesce a ottenere la prova schiacciante delle atrocità commesse da Duric. Ma arrivare a una sentenza di condanna non è facile e Hannah scoprirà che anche tra i suoi colleghi si nascondono dei nemici.

## Distribuzione

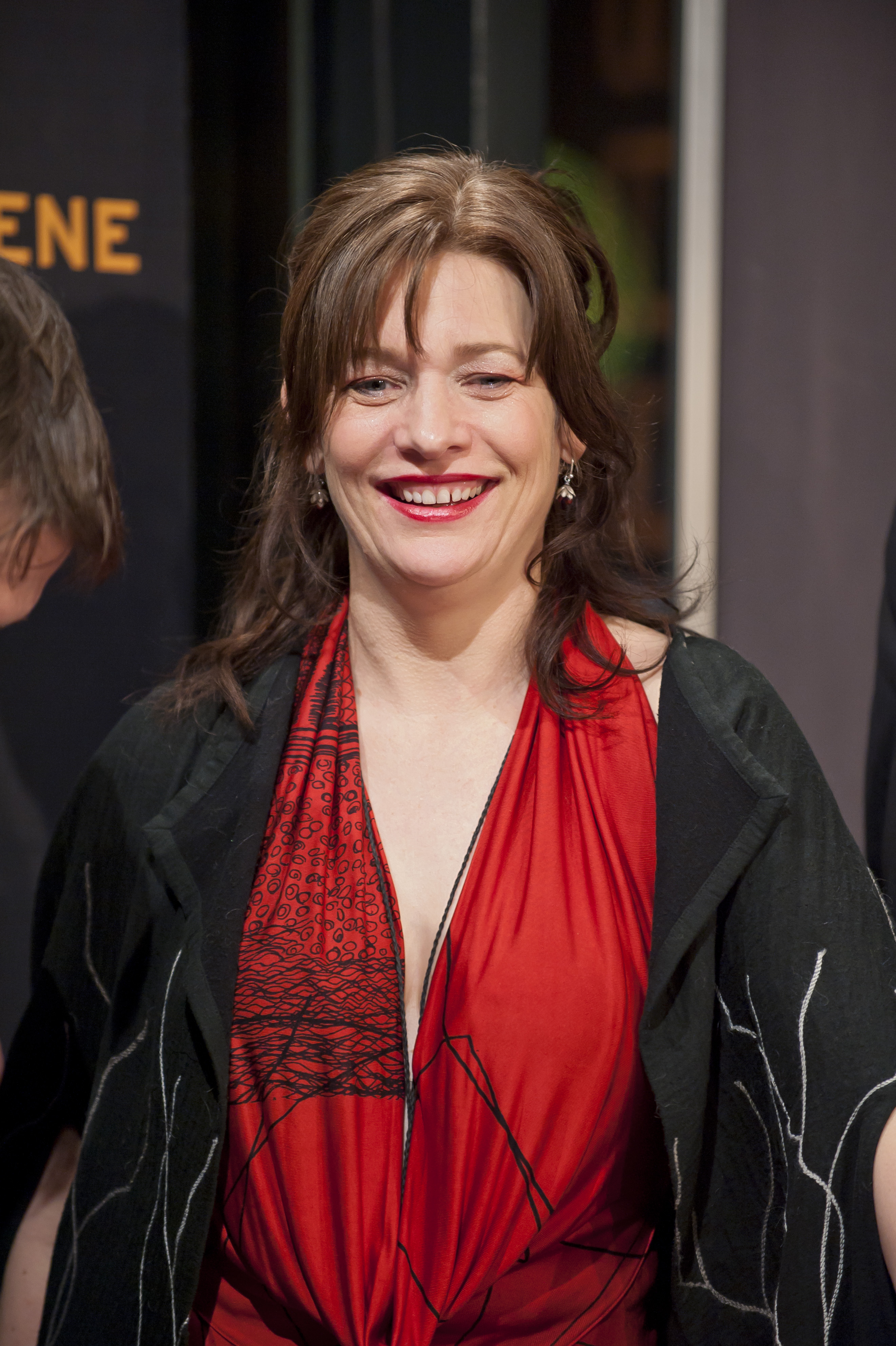
La protagonista Kerry Fox al Festival di Berlino 2009

Dopo l'anteprima del 7 febbraio 2009 al Festival di Berlino, il 15 agosto il film è stato presentato al Sarajevo Film Festival ed è stato distribuito in Germania a partire dal 10 settembre.
In seguito è stato proiettato in numerose altre manifestazioni cinematografiche, tra cui il Reykjavík International Film Festival (18 settembre), il Festival internazionale del cinema di Rio de Janeiro (25 settembre), il Mill Valley Film Festival (12 ottobre), il Chicago International Film Festival (13 ottobre), il BFI London Film Festival (20 ottobre) e il Camerimage di Łódź (2 dicembre).

### Date di uscita
- Germania (Sturm) - 10 settembre 2009
- Paesi Bassi (Storm) - 24 settembre 2009
- USA (Storm) - 30 ottobre 2009
- Danimarca (Hannahs valg) - 13 novembre 2009
- Francia (La révélation) - 10 marzo 2010
- Regno Unito (Storm) - 26 marzo 2010

## Critica
Il sito Metacritic assegna al film un punteggio di 58 su 100 basato su 6 recensioni, mentre il sito Rotten Tomatoes riporta l'82% di recensioni professionali con un giudizio positivo, con un voto medio di 6,5 su 10.
Il film è stato giudicato «straziante, provocatorio e profondamente inquisitorio» dal critico Kevin Thomas del Los Angeles Times, e «notevolmente misurato per un thriller politico» da Stephen Holden del New York Times. Sulla rivista Variety, Derek Elley lo ha definito «un legal thriller potenzialmente affascinante su ciò che accade quando l'Europa occidentale cerca di risolvere i problemi dell'Europa centrale che finisce nell'intrattenimento noioso».

## Riconoscimenti
- 2009 - Festival internazionale del cinema di Berlino

Prize of the Guild of German Art House Cinemas

Amnesty International Film Prize

Premio dei lettori del Berliner Mongerpost

Nomination Orso d'oro per il miglior film
- 2009 - Munich Film Festival

Miglior film
- 2009 - Premio LUX

Nomination Premio LUX
- 2010 - Deutscher Filmpreis

Lola d'oro, miglior montaggio a Hansjörg Weißbrich

Lola d'oro, miglior colonna sonora a The Notwist

Lola d'argento, miglior film a Britta Knöller e Hans-Christian Schmid

Nomination miglior regia a Hans-Christian Schmid

Nomination miglior sceneggiatura a Bernd Lange e Hans-Christian Schmid
- 2010 - German Film Critics Association Awards

Miglior montaggio a Hansjörg Weißbrich

Nomination miglior film

Nomination miglior sceneggiatura a Bernd Lange e Hans-Christian Schmid

Nomination miglior fotografia a Bogumil Godfrejow
- 2010 - Film+

Nomination miglior montaggio a Hansjörg Weißbrich e 23/5 Filmproduktion GmbH